# 후안 루이스

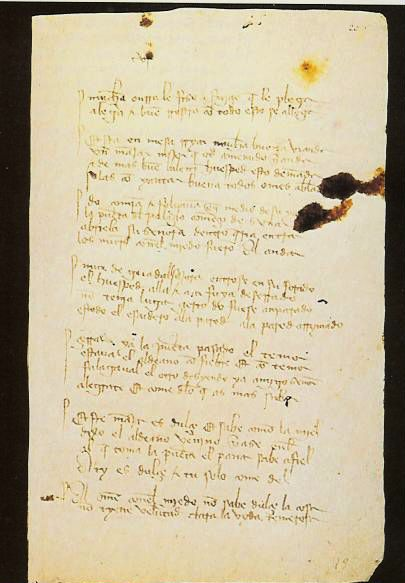

후안 루이스(스페인어: Juan Ruiz, 1284년∼1351년)는 '이타의 수석사제'(Archipreste de Hita)라는 별명으로 유명한 문필가이다.

## 생애
13세기 말 알칼라 데 에나레스에서 태어나 14세기 중반을 살았고 1351년 전에 죽었다고 하지만 이는 중세 다른 작가들에게서도 흔히 볼 수 있듯 정확한 정보는 아니다. 시민법과 교회법을 공부했으며 돈 힐 데 알보르노스 대주교의 명령으로 12년 넘게 감옥에 있을 때 이 작품을 썼다. “모든 불편함이 그의 자리이고 모든 슬픈 소음이 그의 방이었던” 분위기에 어울리지 않게 호방하고 유쾌하게 ≪좋은 사랑의 이야기(Libro de Buen Amor)≫, 한 작품만을 집필했다.

## 좋은 사랑의 이야기
이 책은 14음절 단운 4행시 알레한드리노(Alejandrino), 콰데르나 비아(Cuaderna Vía), 스페인의 짧은 노래인 세헬(Zéjel)과 7음절 8행시 등의 형식으로 총 1728연을 이루는 방대한 작품이다. 톨레도 판, 가요소 판, 살라망카 본 등 여러 판본이 있는데 일정 부분 원고가 분실되거나 전사로 내용이 변형되어 어느 것도 완전한 모습으로 전해지지 못했다. 중세어 해독의 어려움까지 겹쳐져서 지금껏 이 작품을 완역하는 일이 불가능했다.
≪좋은 사랑의 이야기≫는 고대 라틴 문학과 그리스 문학에서 보이던 기법들을 사용하며 종교서, 에로 문학, 도덕서, 풍자 문학의 성격을 두루 가진다. 14세기 유럽은 페스트, 전쟁, 흉년 등으로 기존 사회 체제와 이념이 무너져 내리는 혼란 속에 있었다. 작가는 가치 전도된 개념들을 문학으로 여실히 드러내 보이고 있다. 스페인 중세 문학 중‘사제 문학(Clerecía)’을 대표하면서 ‘떠돌이가수 문학(Juglaría)’의 분위기도 함께 갖는다. 사제 신분이었던 작가는 독자들에게 ‘미친 사랑(인간적 사랑)’의 위험과 ‘신에 대한 사랑(좋은 사랑)’이 주는 이점을 알려준다. 더 나아가 죄를 짓기를 원한다면, 즉 미친 사랑을 해보기를 원한다면 여기서 몇 가지 방법을 찾을 수 있을 것이라고 말한다. 진지한 분위기의 종교적인 내용과 유쾌한 분위기의 이교도적인 내용을 섞어, 호방한 표현으로 중세 작품에서는 보기 어려운 유머를 선사한다는 것이 특징이다. 비평가 후안 루이스 알보르그는 이 작품을 작가가 중세 도덕서 형식을 빌려 자신의 세계관과 세상사의 모호한 다양성을 보여주고자 했던 것으로 해석한다, 신선하게 사용된 반어법과 풍자 기법은 독자의 의견을 존중하며 시대를 앞서간 열린 작품이라는 평가를 뒷받침하고 있다.
- 안영옥 역, 2009년, 지만지, ISBN 978-89-6228-330-3